# Bisgoeppertia
Bisgoeppertia é um género botânico pertencente à família Gentianaceae.

## Espécies
- Bisgoeppertia gracilis (Wright ex Griseb.) Kuntze
- Bisgoeppertia robustior Greuter & R.Rankin
- Bisgoeppertia scandens (Spreng.) Urb.